# Живи (песня)
«Живи» — песня, написанная и исполненная российской певицей МакSим и вокалистом петербургской рок-группы «Animal ДжаZ» Александром Красовицким. Песня попала в альбом «Фаза быстрого сна» группы «Animal ДжаZ», который вышел 30 марта 2013.

## Предыстория и релиз
Слова к песне были написаны дуэтом совместно, музыку написал вокалист «Animal ДжаZ» Александр Красовицкий. Композиция была записана весной 2012 года, звукорежиссёром и аранжировщиком выступил Андрей Самсонов. 18 июля на YouTube состоялась премьера песни. В качестве сингла композиция была выпущена 31 июля. Впервые песня была исполнена 20 июля на концерте «Red Hot Chili Peppers» в Санкт-Петербурге, где «Animal ДжаZ» выступили «на разогреве». Выступление закончилось объятиями и поцелуем, что подтвердило догадки о любовных отношениях между Мариной и Александром.

## Видеоклип

### Съёмки
В июле 2012 года состоялись съёмки клипа на композицию, им занялся режиссёр Вадим Шатров. По словам артистов, Шатров, случайно услышавший о готовящейся совместной композиции исполнителей, сам заявил о желании поработать над клипом, так как и МакSим, и Animal Джаz являлись его любимыми артистами.
После съёмок Красовицкий разместил на своей странице в Twitter фотографии, на одной из них девушка в воздушной белой ночнушке дремлет в обнимку с котом, зато на других — полный набор инструментария: два топорика, кинжал и кухонный тесак. «Снимаем очень нежный и романтический клип, но есть в нём и моменты ацкой жести», прокомментировал сам Красовицкий. А судя по ещё одному кадру, который разместил коллектив съёмочной группы, не обошлось и без пикантных сцен.
«Часть сцен снималась на разрушенной лесопилке, ощущения мистические, и даже жуткие. Там уже лет 5 не ступала нога человека, кругом паутина, окна как бойницы… Мрачное место, очень хорошо передающее атмосферу, которую хотелось показать в песне» — делится своими впечатлениями МакSим. Для одной из сцен клипа певице даже пришлось порезать своё свадебное платье, которое впоследствии было совершенно уничтожено в процессе съёмок. Уже после выхода видео Александр Красовицкий рассказал, что сценарий клипа полностью принадлежит МакSим и при съёмках она постоянно просила, чтоб было «пожестче», в плане самой идеи, чтобы сама картинка развивалась более мобильно.

### Релиз и обзоры
Премьера клипа состоялась 6 ноября на YouTube, на официальном канале российской музыки «ELLO». За 2,5 дня видео собрало 400 тысяч просмотров на канале «ELLO» и вышло на 3 место общероссийского музыкального интернет-рейтинга, несмотря на то, что запрещено к дневному показу на всех телеканалах. По состоянию на январь 2018 года, на YouTube видео набрало более 3 млн просмотров.
Владислав Моисеев из «Русского репортёра» дал негативную оценку клипу, отметив, что реакция поклонников «Animal Джaz» на песню также была отрицательной, так как они «заговорили о том, что их кумиры опопсели и это конец». «Несмотря на то, что Александр Красовицкий рассказывал о дуэте как о „плоде очень сильного чувства“ и внутреннем порыве, прежде всего, клип „Живи“ выглядит коммерческим и неискренним — он легко бы встроился в вещательную сетку „Муз-ТВ“ и добрососедствовал с Нюшей и Жанной Фриске», — посчитал журналист.

## Список композиций
- Цифровой сингл[14]

| №  | Название | Автор(ы)                                | Длительность |
| -- | -------- | --------------------------------------- | ------------ |
| 1. | «Живи»   | Марина Максимова, Александр Красовицкий | 4:20         |

- Радиосингл[15]

| №  | Название | Автор(ы)                                | Длительность |
| -- | -------- | --------------------------------------- | ------------ |
| 1. | «Живи»   | Марина Максимова, Александр Красовицкий | 4:20         |

## Чарты и рейтинги
В январе 2013 года стали известны номинанты премии «Звуковая дорожка 2012», МакSим и «Animal ДжаZ» с песней «Живи» попали в номинацию «Дуэт года».

| Страна/территория (Чарт)      | Высшая позиция |
| ----------------------------- | -------------- |
| Tophit Общий Топ-100          | 214            |
| Tophit Топ-100 по заявкам     | 160            |
| Красная звезда. Видеочарт     | 9              |
| Красная звезда. Народный чарт | 50             |

| Страна/территория (Чарт)        | Высшая позиция |
| ------------------------------- | -------------- |
| Красная звезда. Видеочарт       | 14             |
| Красная звезда. Чарт продаж     | 56             |
| Красная звезда. Экспертный чарт | 8              |
| Красная звезда. Сводный чарт    | 35             |

### Квартальные чарты
| Страна/территория (Чарт)        | Высшая позиция |
| ------------------------------- | -------------- |
| Красная звезда. Видеочарт       | 20             |
| Красная звезда. Экспертный чарт | 15             |
| Красная звезда. Сводный чарт    | 40             |